# Massacre de Sanaa
Le massacre de Sanaa est un massacre en milieu scolaire qui a eu lieu à Sanaa au Yémen le 30 mars 1997. Mohammad Ahman al-Naziri, 48 ans, a attaqué des centaines d'élèves dans deux écoles, tuant six enfants et deux adultes avec un fusil d'assaut. 
Naziri, dont cinq enfants fréquentaient l'école Tala'i prétendait qu'une de ses filles avait été violée par un responsable administratif de l'école. Cela n'a pu être démontré. 
Naziri a été condamné le jour suivant à la peine capitale et exécuté le 5 avril 1997.